# تپه عباس‌آباد پیری
تپه عباس‌آباد پیری مربوط به سده‌های اولیه دوران‌های تاریخی پس از اسلام است و در شهرستان زهک، بخش جزینک، دهستان خمک، ۴۰۰ متری شرق روستای عباس‌آباد پیری، کنار گورستان جدید روستا واقع شده و این اثر در تاریخ ۲۲ آبان ۱۳۸۶ با شمارهٔ ثبت ۱۹۹۵۶ به‌عنوان یکی از آثار ملی ایران به ثبت رسیده است.